# Dollaro rhodesiano
Il dollaro (R$) è stata la valuta della Rhodesia tra il 1970 e il 1980. Era suddiviso in 100 cent.

## Storia
Il dollaro è stato introdotto il 17 febbraio 1970, meno di un mese prima della dichiarazione della Repubblica di Rhodesia il 2 marzo 1970. Sostituiva la sterlina ad un tasso di 2 dollari per 1 sterlina. Il dollaro voleva essere una valuta forte, con la parità con la sterlina britannica fino alla fine della Rhodesia nel 1980, quando venne rimpiazzato dal dollaro dello Zimbabwe alla pari. Tuttavia va notato che il dollaro della Rhodesia non fu mai una valuta pienamente convertibile e che di conseguenza il tasso di cambio non aveva il riconoscimento dei mercati.

## Monete
I 1970 furono introdotte monete di bronzo da ½ e 1 cent ed in cupro-nickel da 2½ cent, che circolarono accanto alle precedenti monete della sterlina della Rhodesia che ebbero il valore da 5, 10, 20 e 25 cent, e che erano denominate in scellini e penny. Le nuove monete da 5 cent furono introdotte nel 1973, seguite da quelle da 10, 20 e 25 cent nel 1975. Le monete furono coniate fino al 1977.

## Banconote
Nel 1970 la Reserve bank of Rhodesia introdusse banconote con i valori di 1, 2 e 10 dollari. Le banconote da 5 dollari furono aggiunte nel 1972.
| Dritto | Rovescio | Denominazione |
| ------ | -------- | ------------- |
|        |          | 1 dollaro     |
|        |          | 2 dollari     |
|        |          | 5 dollari     |
|        |          | 10 dollari    |

## Storia dei tassi di cambio
La tabella mostra il valore storico del dollaro della Rhodesia.
| Data        | Tasso ufficiale     | Cambio libero / parallelo         | note                                                                                            |
| ----------- | ------------------- | --------------------------------- | ----------------------------------------------------------------------------------------------- |
| 1970 (Feb)  | USD 1.40            | -                                 | Il mercato parallelo inizia nel 1970 (luglio)                                                   |
| 1971 (Agg)  | ZAR 1.00            | (- 30%) ZAR 0.769                 | Cambio fisso con il Rand sudafricano                                                            |
| 1971 (Dic)  | USD 1.52            | (- 30% - 40%) USD 1.09 - USD 1.17 | svalutazione dollaro US                                                                         |
| 1972 (Lug)  | Oscillante          | (- 20% to 30%)                    | Oscillava contemporaneamente all'oscillazione della sterlina britannica                         |
| 1972 (Ott)  | USD 1.52; ZAR 1.19  | -                                 | -                                                                                               |
| 1973 (Feb)  | USD 1.69            | -                                 | svalutazione USD                                                                                |
| 1973 (Giu)  | USD 1.773; ZAR 1.19 | -                                 | Rivalutazione del Rand e del R$ nei confronti del dollaro statunitense                          |
| 1975 (Sett) | USD 1.60; ZAR 1.34  | -                                 | R$ svalutato verso USD e ZAR                                                                    |
| 1977 (Ott)  | USD 1.50; ZAR 1.30  | -                                 | R$ rivalutato verso USD e ZAR                                                                   |
| 1980 (Mar)  | -                   | -                                 | Fissato a un paniere flessibile (FRF, DEM, ZAR, CHF, GBP, USD)                                  |
| 1980 (Apr)  | -                   | -                                 | Sostituito dal dollaro dello Zimbabwe Z$ 1 = R$ 1                                               |
| 1981        | -                   | -                                 | Dollaro della Rhodesia demonetizzato con lo Statutory Instrument 378 del Governo dello Zimbabwe |